# 那智勝浦町
那智勝浦町（日语：／ Nachikatsuura chō */?）是位於日本和歌山縣東南部的行政區劃。轄區內多為山區，東側臨海，由於海岸為沉水式海岸，有多個漁港。山區中位於那智山旁的熊野那智大社為熊野三山信仰的聖地之一，也為當地帶來大量的參拜旅客。

## 人口
| 那智勝浦町人口分布圖 |                                                   |  |
| 那智勝浦町與日本全國年齡別人口分布比較圖 （2005年資料） | 那智勝浦町的年齡、男女別人口分布圖 （2005年資料） |  |
| ■紫色是那智勝浦町 ■綠色是全国 | ■藍色是男性 ■紅色是女性                           |  |
| 那智勝浦町人口變化 \| 1970年 \| 23,871人 \| \| \| 1975年 \| 23,596人 \| \| \| 1980年 \| 23,006人 \| \| \| 1985年 \| 22,248人 \| \| \| 1990年 \| 20,610人 \| \| \| 1995年 \| 19,943人 \| \| \| 2000年 \| 19,417人 \| \| \| 2005年 \| 18,185人 \| \| \| 2010年 \| 17,080人 \| \| \| 2015年 \| 15,682人 \| \| \| 2020年 \| 14,137人 \| \| |                                                   |  |
| 資料來源：日本總務省統計中心提供之人口普查數據 |                                                   |  |
| 1970年 | 23,871人                                          |  |
| 1975年 | 23,596人                                          |  |
| 1980年 | 23,006人                                          |  |
| 1985年 | 22,248人                                          |  |
| 1990年 | 20,610人                                          |  |
| 1995年 | 19,943人                                          |  |
| 2000年 | 19,417人                                          |  |
| 2005年 | 18,185人                                          |  |
| 2010年 | 17,080人                                          |  |
| 2015年 | 15,682人                                          |  |
| 2020年 | 14,137人                                          |  |

## 歷史
在實施令制國之前屬於熊野國，令制國時代後才併入紀伊國，並劃入牟婁郡。
由於位於那智山地區的熊野那智大社的存在，過去即為聚集了許多參拜客，而那智山的社家也曾經在那智川河口建立勝山城。
大部分區域在江戶時代後大部分區域成為紀州藩紀州德川家御附家老水野氏的紀伊新宮藩領地，僅在那智山周邊及西部有少部分區域為紀州德川家直屬領。
19世紀末明治維新實施廢藩置縣分屬和歌山縣和新宮縣，1871年第一次府縣整併後才全數劃入和歌山縣；1889年日本實施町村制，現在的那智勝浦町轄區在當時分屬勝浦村、那智村、下里村、宇久井村、上太田村、下太田村、色川村共七個行政區劃；其中位於那智川河口的勝浦村、位於那智山的那智村、位於太田川河口的下里村先後在1900年代到1930年代期間升格為町，上太田村和下太田村也在1943年合併為太田村。
1955年位於北部的勝浦町、那智町、色川村、宇久井村合併為那智勝浦町，南部的太田村和下里艇則在1960年接著併入，組成現今的那智勝浦町。
2000年日本政府啟動平成大合併，曾先後規劃那智勝浦町與太地町和新宮市合併，但最終都未能達成合併的決定。

### 變遷表
| 1889年4月1日 | 1889年 - 1912年           | 1912年 - 1944年            | 1945年 - 1954年            | 1955年 - 1989年               | 1989年 - 現在 | 現在       |
| ------------ | ------------------------- | -------------------------- | -------------------------- | ----------------------------- | ------------- | ---------- |
| 上太田村     | 上太田村                  | 1943年2月11日 合併為太田村 | 1943年2月11日 合併為太田村 | 1960年1月11日 併入那智勝浦町  | 那智勝浦町    | 那智勝浦町 |
| 下太田村     |                           | 1943年2月11日 合併為太田村 | 1943年2月11日 合併為太田村 | 1960年1月11日 併入那智勝浦町  | 那智勝浦町    | 那智勝浦町 |
| 下里村       | 下里村                    | 1925年4月1日 改制為下里町  | 1925年4月1日 改制為下里町  | 1960年1月11日 併入那智勝浦町  | 那智勝浦町    | 那智勝浦町 |
| 宇久井村     | 宇久井村                  | 宇久井村                   | 宇久井村                   | 1955年4月1日 合併為那智勝浦町 | 那智勝浦町    | 那智勝浦町 |
| 那智村       | 那智村                    | 1934年8月1日 改制為那智町  | 1934年8月1日 改制為那智町  | 1955年4月1日 合併為那智勝浦町 | 那智勝浦町    | 那智勝浦町 |
| 色川村       |                           |                            |                            | 1955年4月1日 合併為那智勝浦町 | 那智勝浦町    | 那智勝浦町 |
| 勝浦村       | 1908年5月1日 改制為勝浦町 | 1908年5月1日 改制為勝浦町  | 1908年5月1日 改制為勝浦町  | 1955年4月1日 合併為那智勝浦町 | 那智勝浦町    | 那智勝浦町 |

## 交通

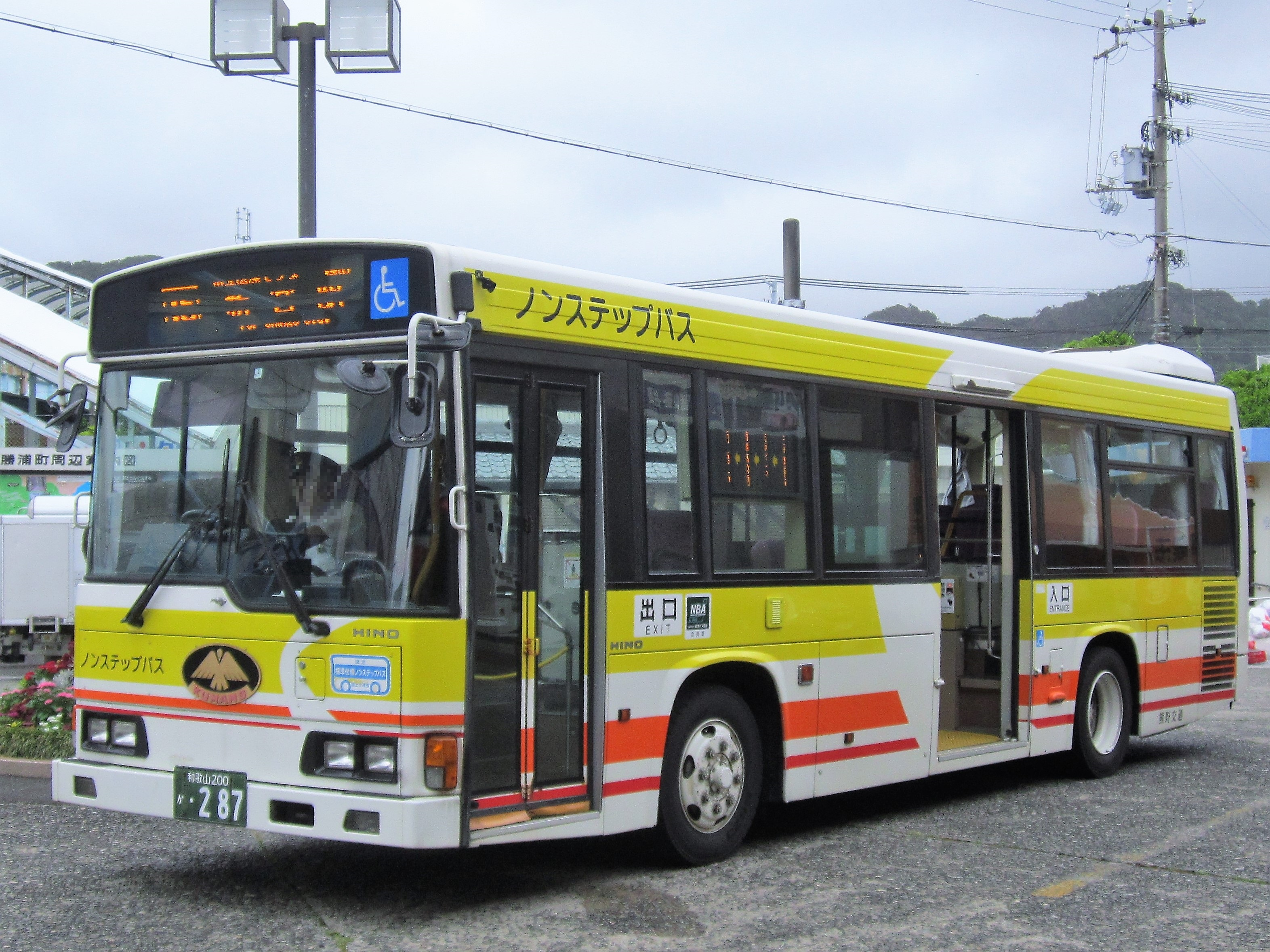
熊野交通條靠於紀伊勝浦車站旁的巴士

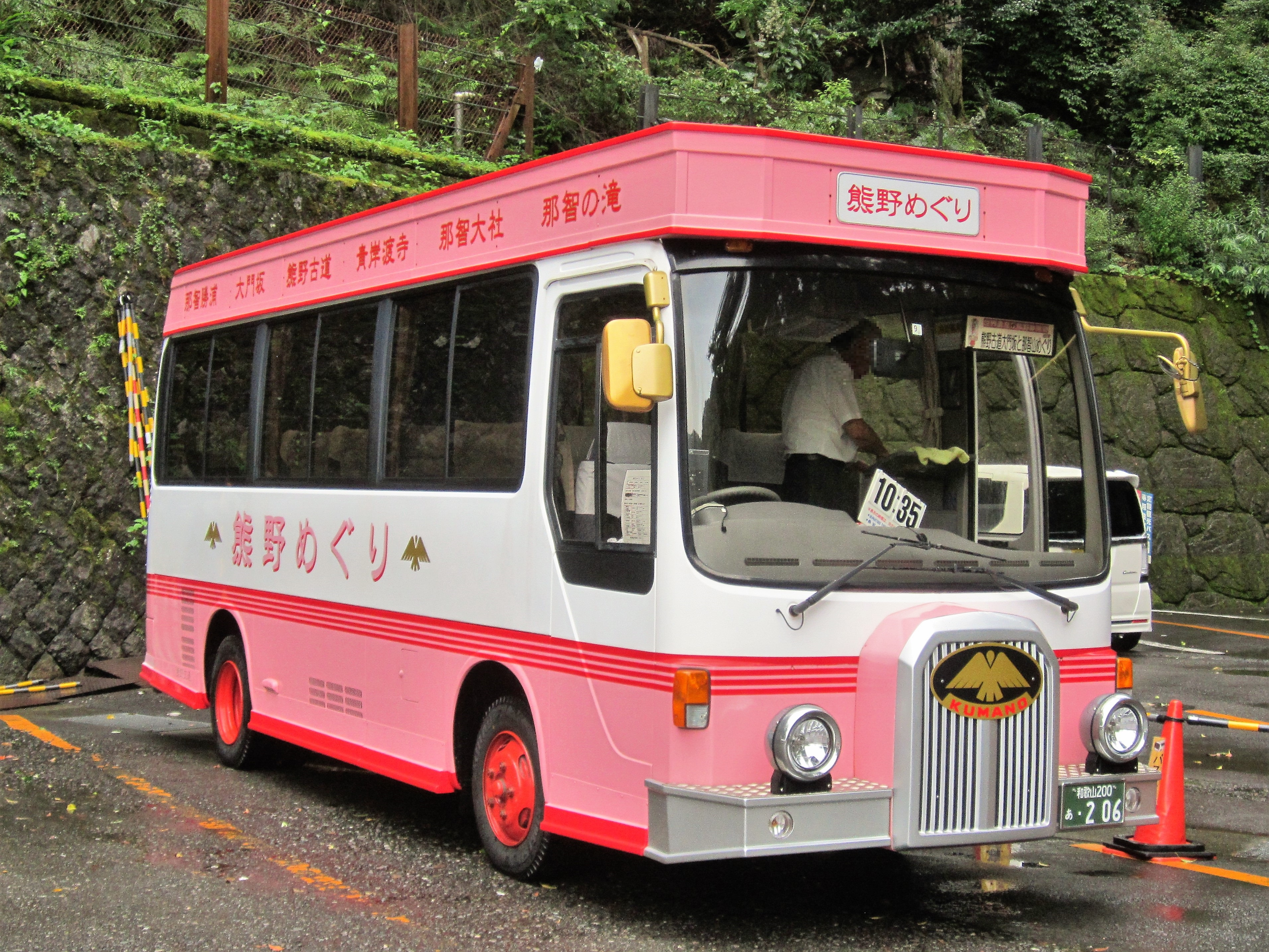
熊野交通停靠於那智瀑布附近的巴士「熊野循環號」

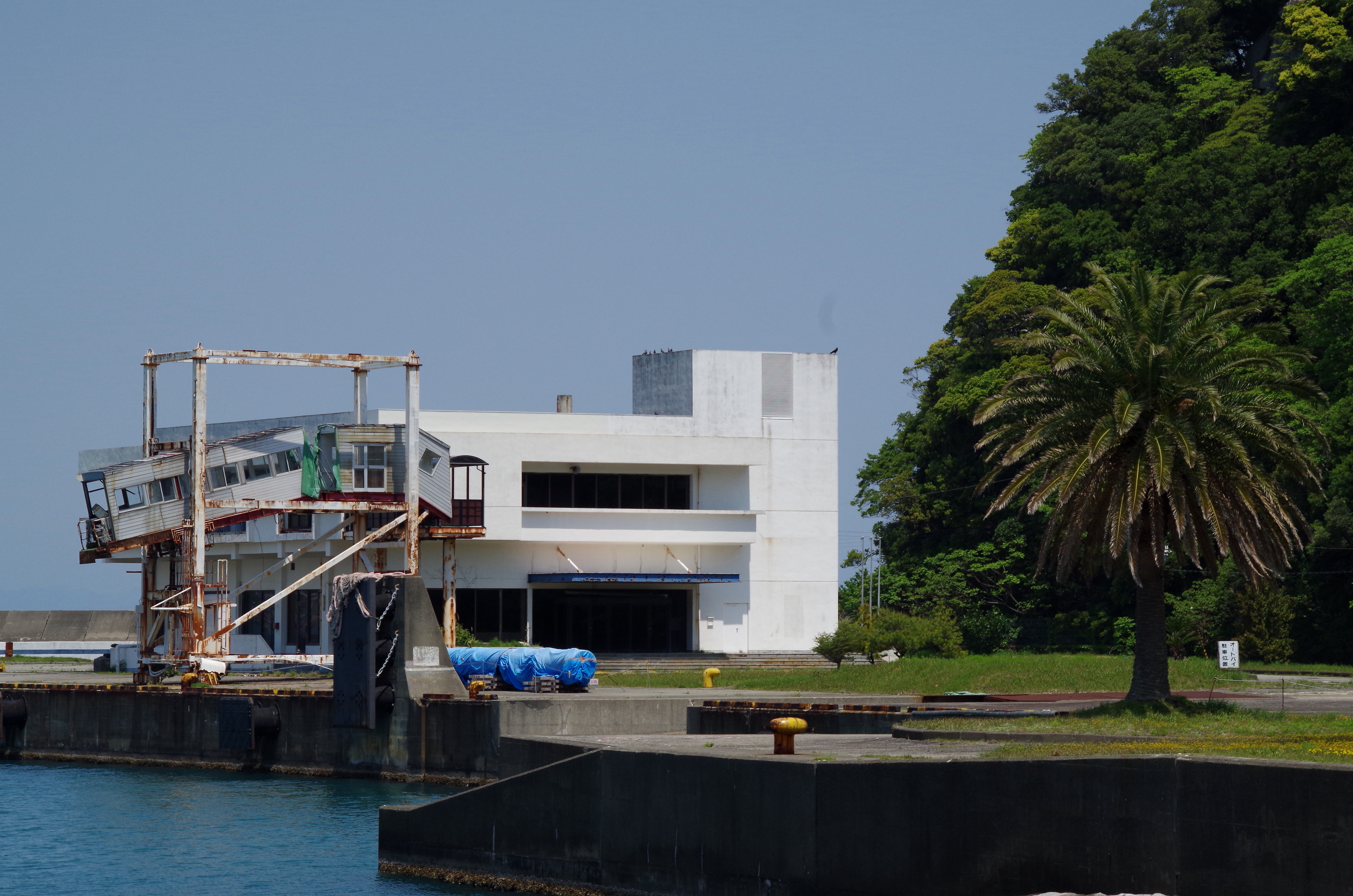
過去位於宇久井港的客運渡輪馬頭

那智勝浦町對外的交通以公路國道42號和鐵路紀勢本線為主，其中國道42號往北至新宮市之間的路段是採用汽車專用道的那智勝浦新宮道路，往南至串本町之間也正在規劃興建串本太地道路。
鐵路的主要車站為紀伊勝浦車站，自京都、大阪發出的黑潮號列車，和自名古屋發出的南紀號列車都會停靠於此，也由於正好位於紀伊半島海岸線的中間位置，自紀伊勝浦車站前往大阪或是名古屋都約需要3.5個小時。
客運路線則由熊野交通及那智勝浦町營巴士所經營。
過去在1920年代期間曾計畫自紀伊勝浦車站沿著那智川鋪設支線鐵路往上游至大字那智山地區旁的市野野地區，也一度拿到鋪設許可，但最終並未動工。
海運上過去在1970年代至2000年代先後曾以多家業者在開設大分港至名古屋港、東京港至高知港、川崎港至宮崎港航線時，在中途停靠宇久井港，但隨著海上客運逐漸式微後，在2005年後已經已經沒有定期客運停靠於町內。

### 鐵路
- 西日本旅客鐵道
  - 紀勢本線：（←新宮市） - 宇久井車站 - 那智車站 - 紀伊天滿車站 - 紀伊勝浦車站 - （太地町） - 湯川車站 - （太地町） - 下里車站 - 紀伊浦神車站 - （串本町→）

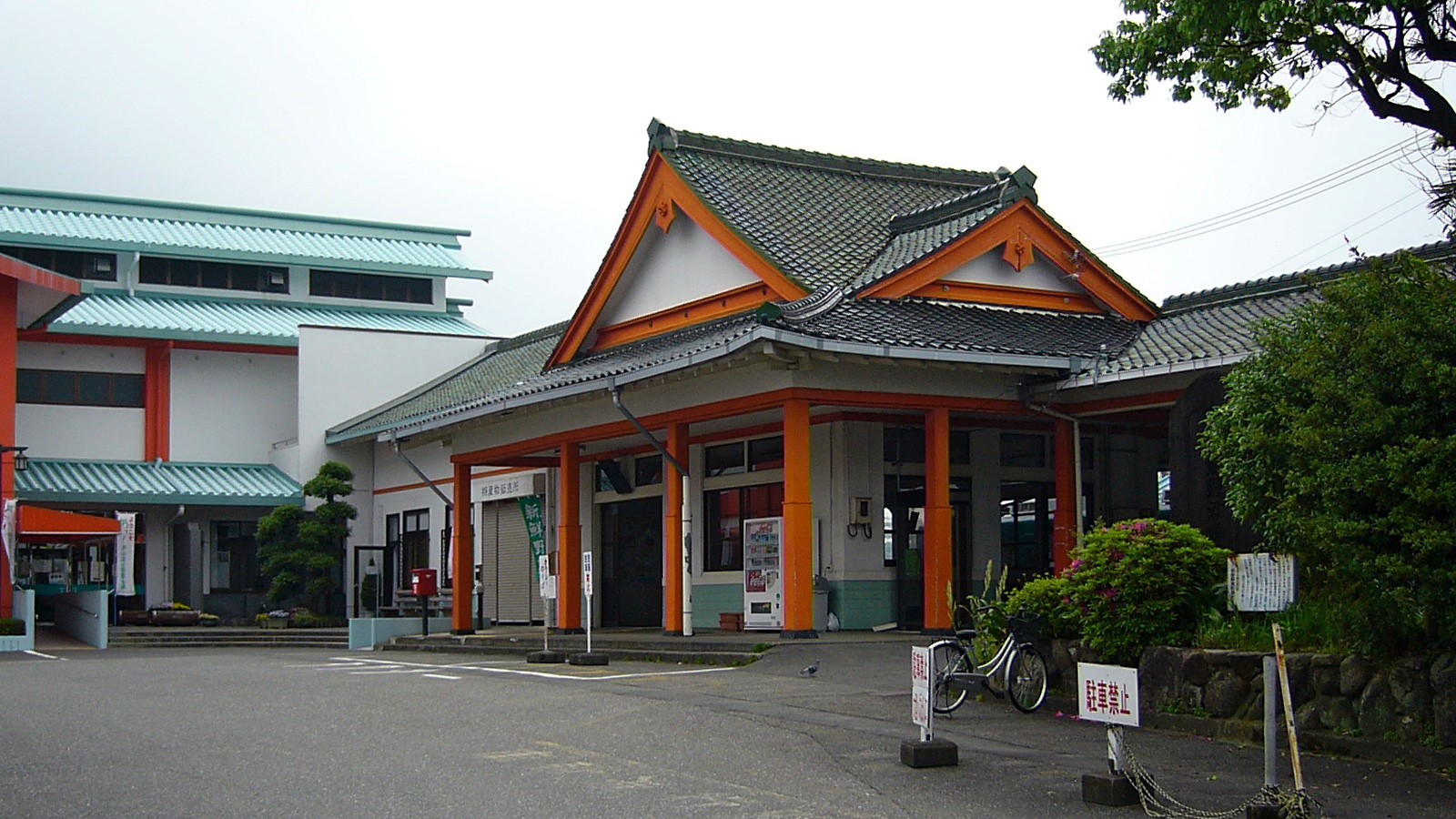
那智車站
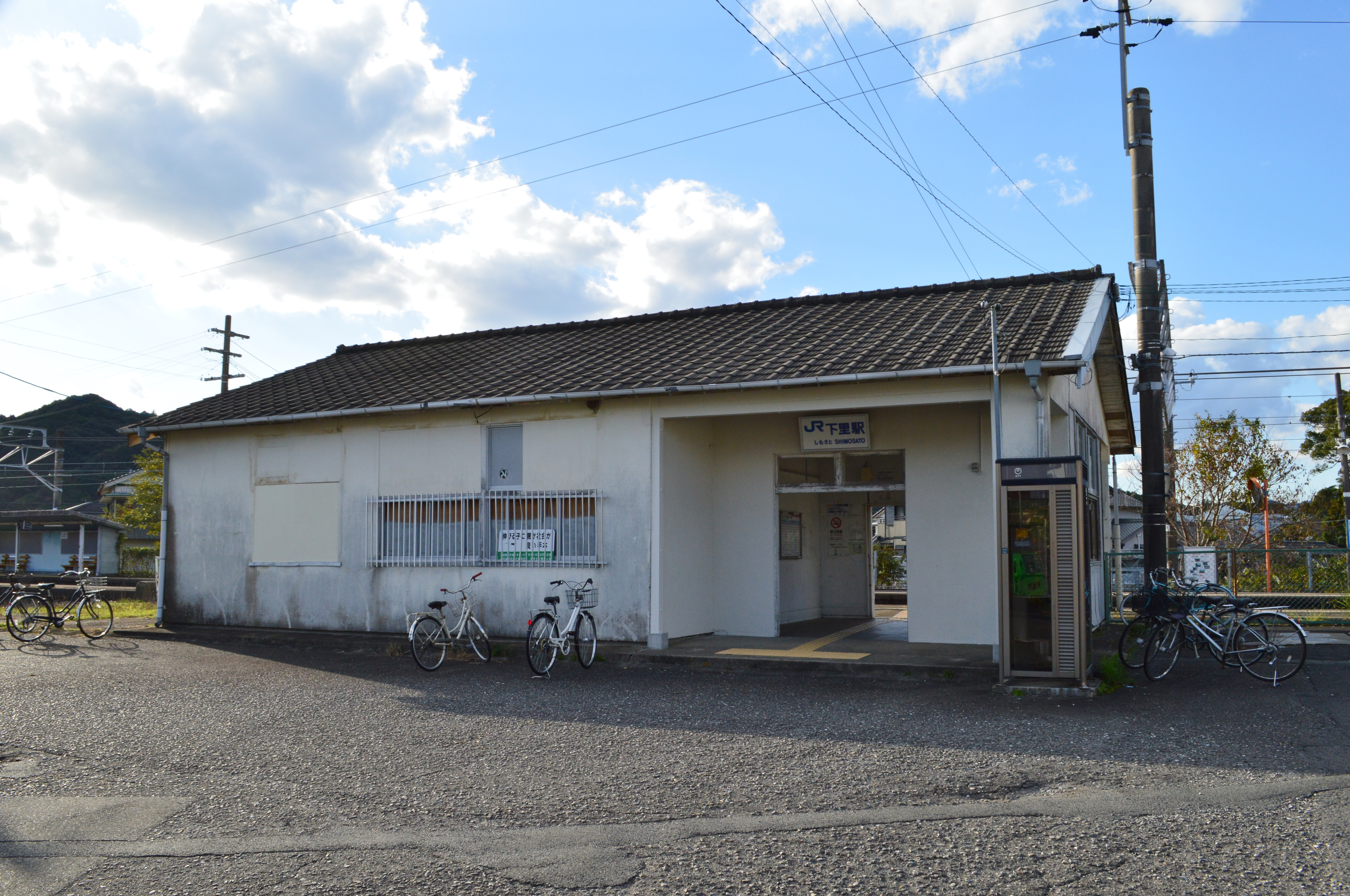
下里車站

## 觀光資源
位於那智山地區的熊野那智大社為熊野三山之一，與周邊的青岸渡寺、那智瀑布、那智原始林、補陀洛山寺一同以紀伊山地的聖地及朝聖路的名稱被登錄為世界遺產。
在勝浦漁港附近的南紀勝浦溫泉也因此成為前往熊野那智大社參拜遊客的休息據點。
在勝浦灣周邊約17公里內有130多個大小島嶼，由於被認為可以媲美日本三景之一的松島，因此此區域也被合稱為紀之松島。

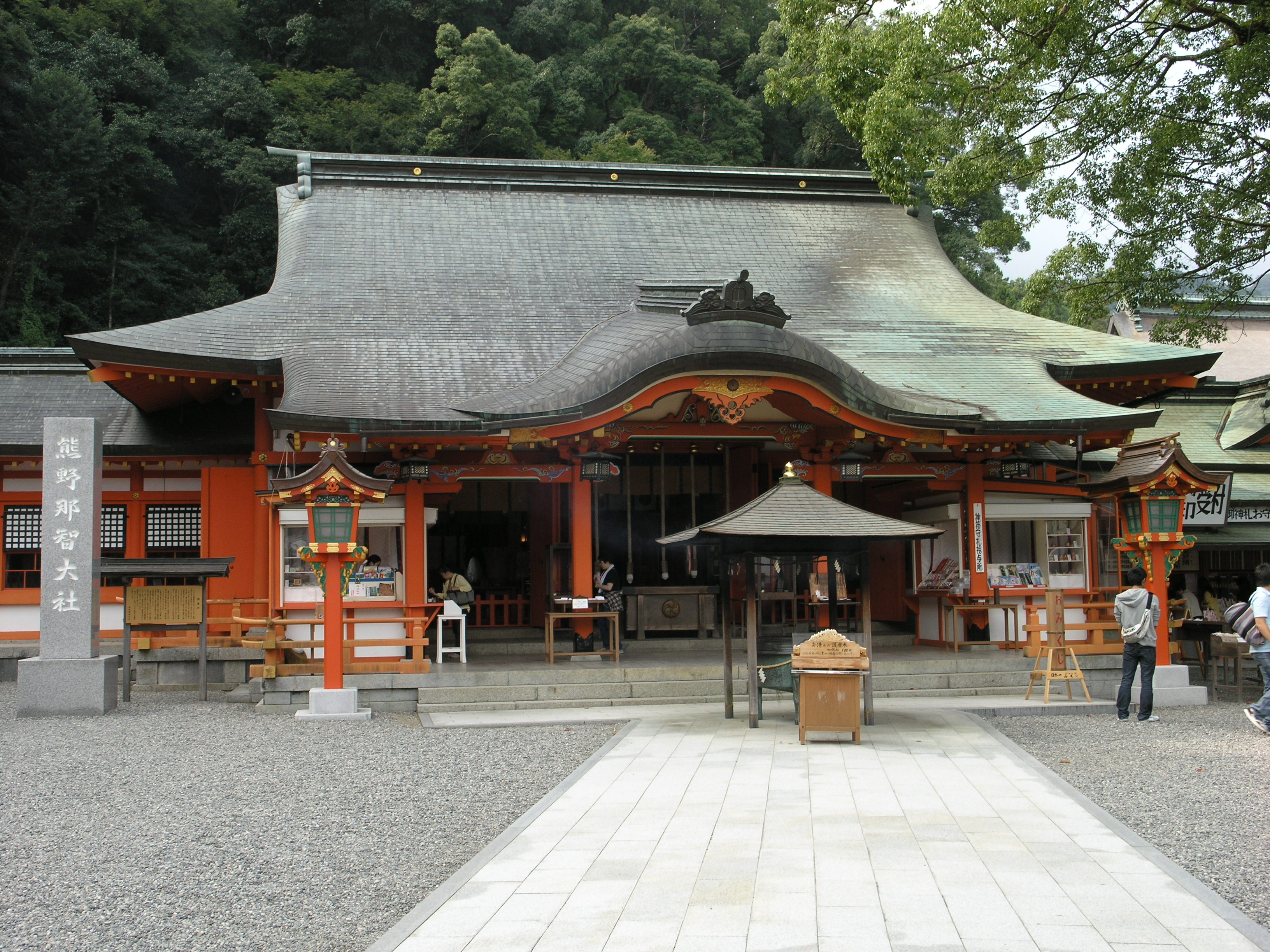
熊野那智大社拜殿
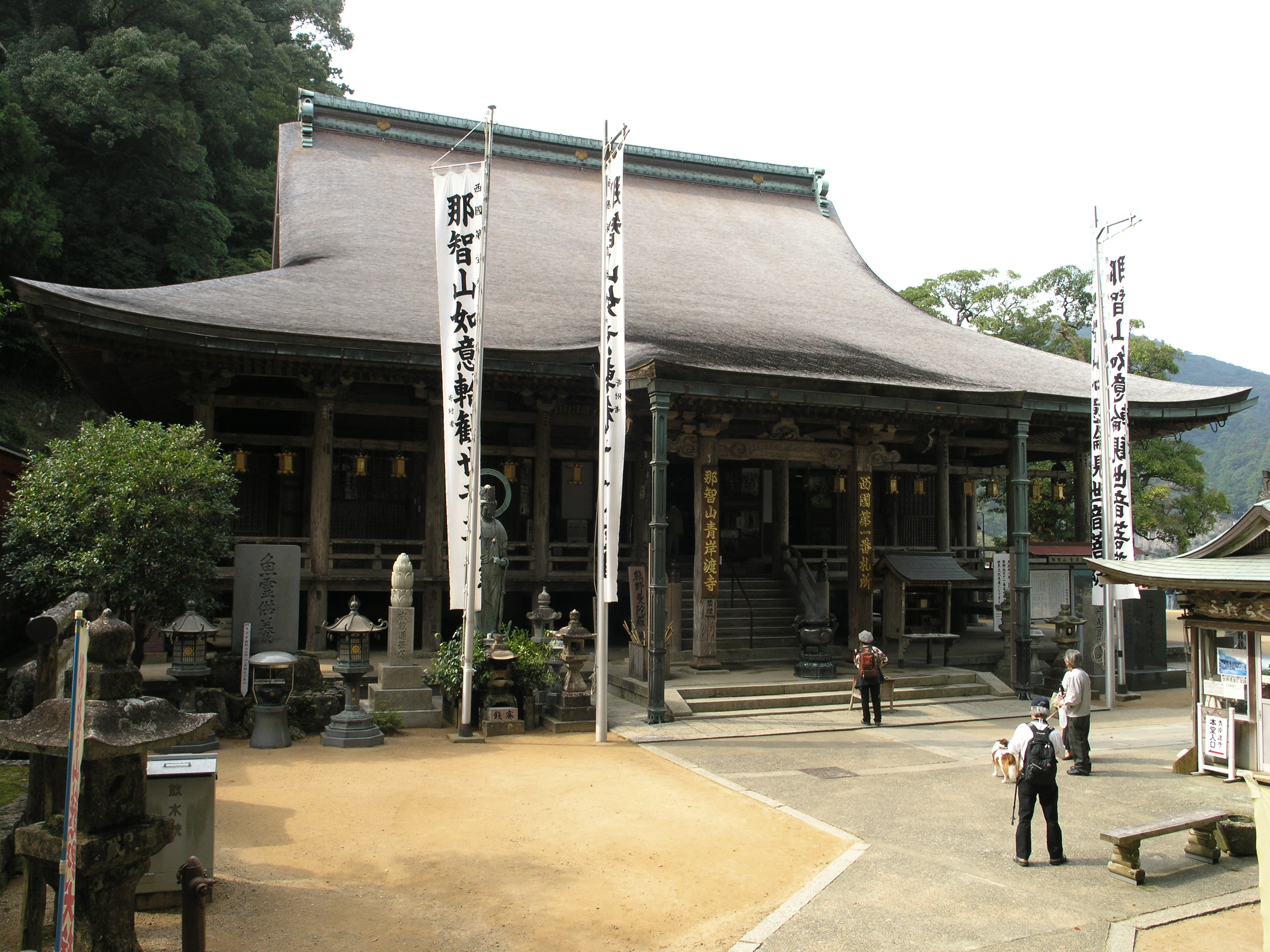
青岸渡寺本堂
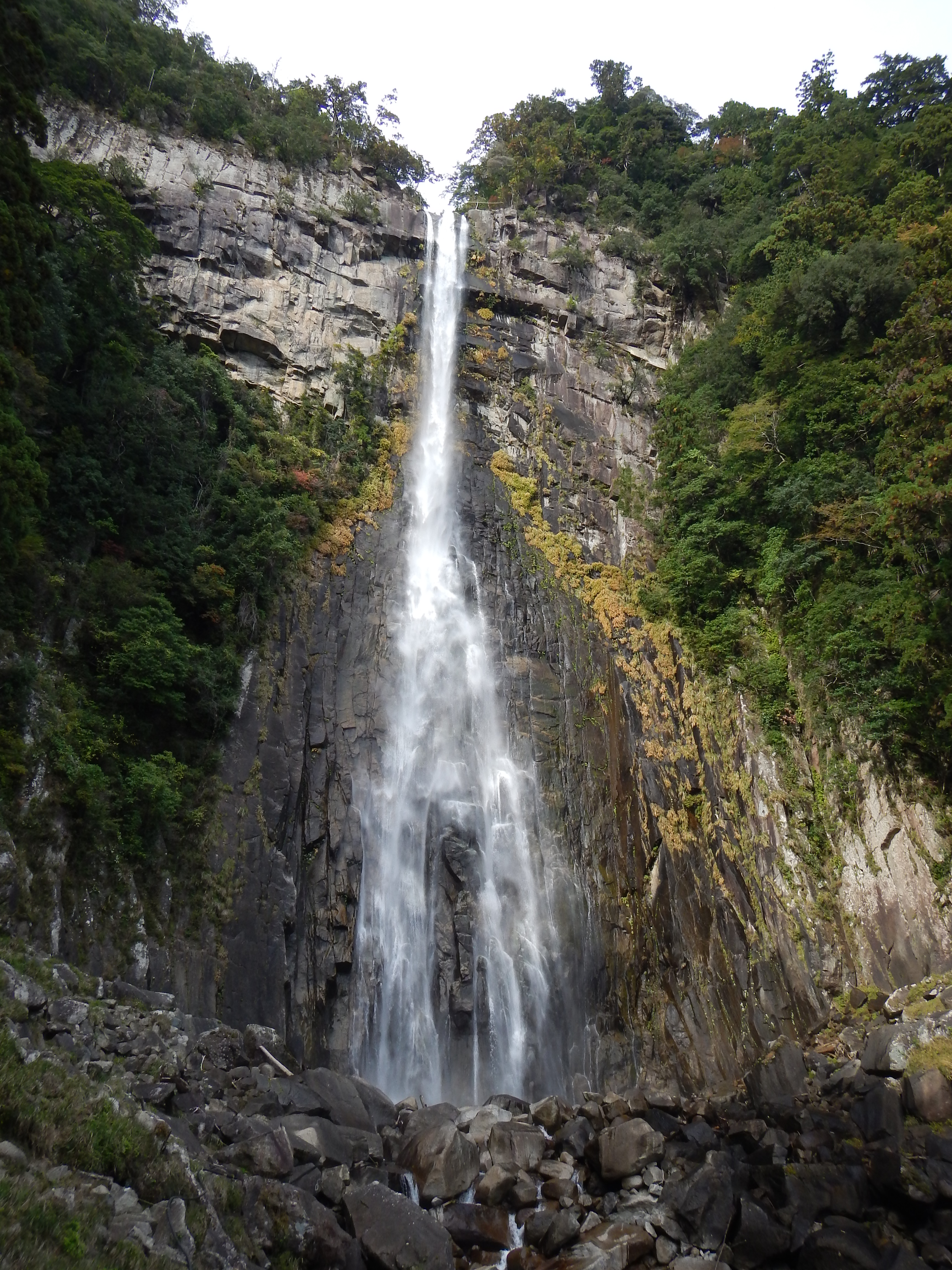
那智瀑布
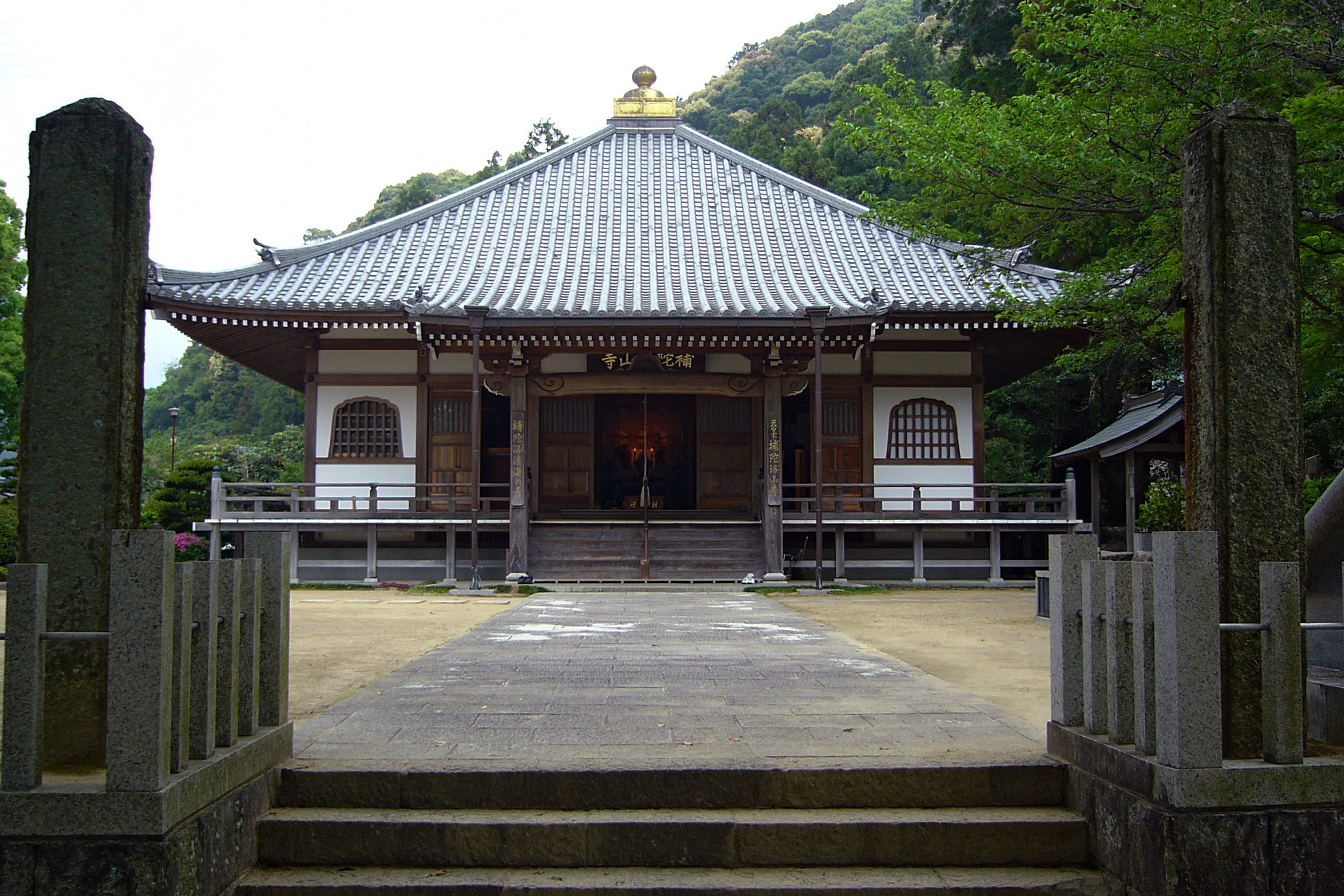
補陀洛山寺本堂
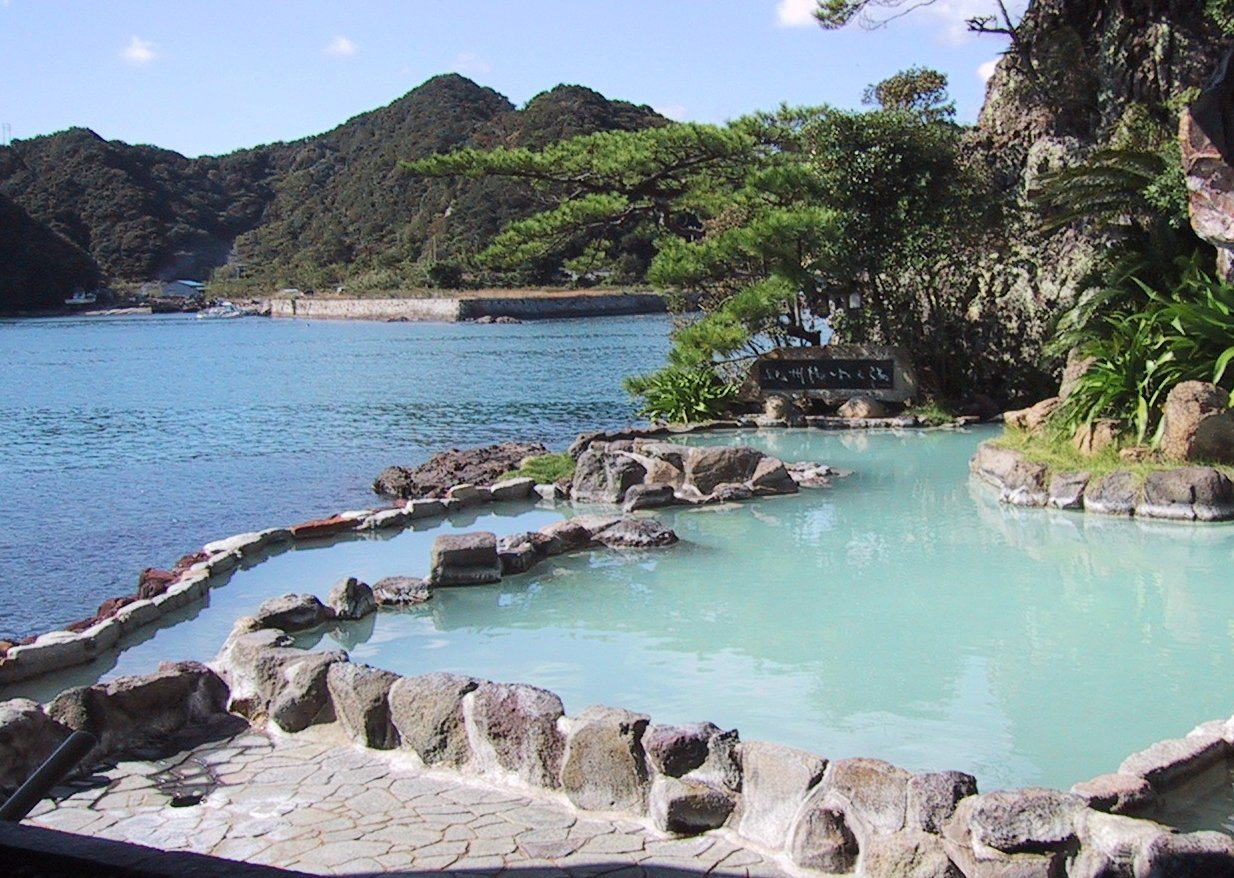
位於勝浦漁港內中之島上溫泉旅館的溫泉
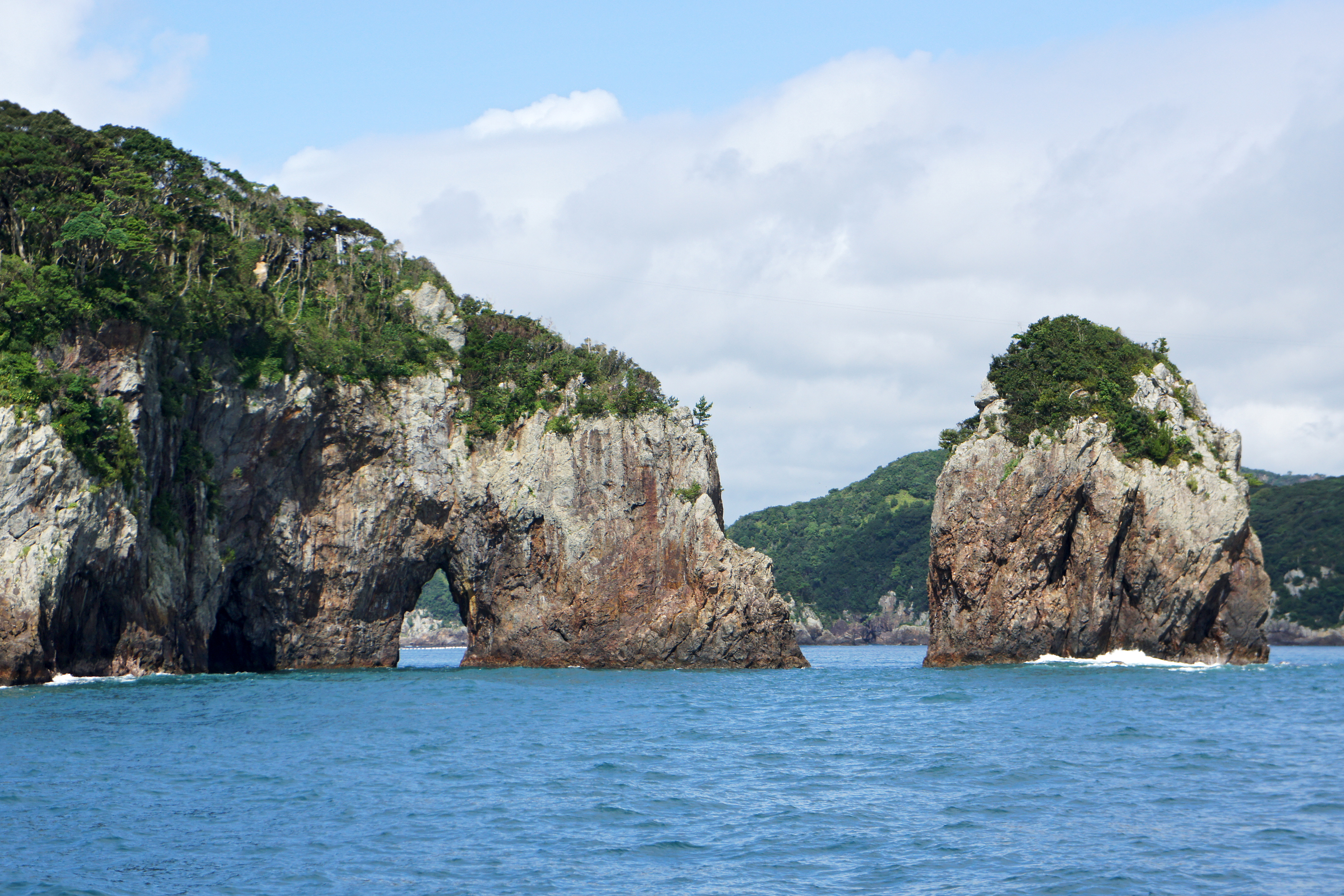
紀之松島

## 教育
近畿大學水產研究所為協助紀南地區發展養殖漁業，在南部的大字浦神地區設有浦神實驗場，主要負責生產魚苗、及魚苗養殖的研究。

## 姊妹、友好城市

### 日本
- 上松町（長野縣）
- 勝浦市（千葉縣）
- 勝浦町（德島縣）

### 海外
- 蒙特利公园（美國加州洛杉磯郡）

## 外部連結
- （日語） 那智勝浦町公所的Facebook專頁
- （日語） 那智勝浦町公所的X（前Twitter）
- （日語） 那智勝浦町観光協会 （页面存档备份，存于）
- OpenStreetMap上有關那智勝浦町的地理